# De Fire
De Fire er en dansk stumfilm fra 1911 produceret af Det Skandinavisk-Russiske Handelshus. Filmen er instrueret af Gustav Uhlendorff efter manuskript af Frode Hass.
Filmen havde dansk premiere i Victoria-Teatret den 14. december 1911.

## Handling
En balletfilm i form af en kærlighedskomedie.

## Medvirkende
- Grethe Ditlevsen
- Richard Jensen
- Gustav Uhlendorff
- Emilie Smith